# Campeonato FIBA África de 2011
El AfroBasket 2011 fue el certamen continental que sirvió para clasificar al campeón para los Juegos Olímpicos de Londres 2012.
Comenzó el 17 de agosto en la ciudad de Antananarivo, en Madagascar, siendo la primera vez que el país albergaba este torneo.
El 28 de agosto se disputó el último partido del torneo, donde Túnez derrotó a Angola, consiguiendo su primer título. Angola, junto a la tercera clasificada, Nigeria, se clasificaron para preolímpico.

## Equipos clasificados[1]
| Competición     | Fecha | Sede | Plazas | Equipos clasificados                                                                                |
| --------------- | ----- | ---- | ------ | --------------------------------------------------------------------------------------------------- |
| País anfitrión  | –     | –    | 1      | Madagascar                                                                                          |
| AfroBasket 2011 | –     | –    | 3      | Angola Túnez Camerún                                                                                |
| Clasificatorias | –     | –    | 10     | Nigeria Togo Costa de Marfil Senegal Malí Marruecos República Centroafricana Chad Mozambique Ruanda |
| Invitaciones    | –     | –    | 2      | Egipto Sudáfrica                                                                                    |

## Primera ronda[2]

### Grupo A
| Equipo     | Pts | PG | PP | PF  | PC   | Dif |
| ---------- | --- | -- | -- | --- | ---- | --- |
| Nigeria    | 6   | 3  | 0  | 274 | 203  | 71  |
| Malí       | 5   | 2  | 1  | 205 | 2016 | -11 |
| Mozambique | 4   | 1  | 2  | 209 | 217  | -8  |
| Madagascar | 3   | 0  | 3  | 211 | 263  | -52 |

### Grupo B
| Equipo    | Pts | PG | PP | PF  | PC  | Dif  |
| --------- | --- | -- | -- | --- | --- | ---- |
| Senegal   | 6   | 3  | 0  | 256 | 197 | 59   |
| Angola    | 5   | 2  | 1  | 268 | 202 | 66   |
| Marruecos | 4   | 1  | 2  | 215 | 211 | 4    |
| Chad      | 3   | 0  | 3  | 167 | 296 | -129 |

### Grupo C
| Equipo          | Pts | PG | PP | PF  | PC  | Dif |
| --------------- | --- | -- | -- | --- | --- | --- |
| Camerún         | 6   | 3  | 0  | 259 | 216 | 43  |
| Costa de Marfil | 4   | 1  | 2  | 250 | 211 | 39  |
| Egipto          | 4   | 1  | 2  | 231 | 242 | -11 |
| Sudáfrica       | 4   | 1  | 2  | 189 | 260 | -79 |

### Grupo D
| Equipo                   | Pts | PG | PP | PF  | PC  | Dif |
| ------------------------ | --- | -- | -- | --- | --- | --- |
| Túnez                    | 6   | 3  | 0  | 237 | 145 | 92  |
| República Centroafricana | 5   | 2  | 1  | 223 | 183 | 40  |
| Ruanda                   | 4   | 1  | 2  | 185 | 225 | -40 |
| Togo                     | 3   | 0  | 3  | 180 | 272 | -92 |

## Posiciones finales[3]
|  | Octavos de final         | Octavos de final |                          |         | Cuartos de final | Cuartos de final |  |                 | Semifinales | Semifinales |         |              | Final           | Final |  |
|  |                          |                  |                          |         |                  |                  |  |                 |             |             |         |              |                 |       |  |
|  |                          |                  |                          |         |                  |                  |  |                 |             |             |         |              |                 |       |  |
|  | Nigeria                  | 84               |                          |         |                  |                  |  |                 |             |             |         |              |                 |       |  |
|  | Nigeria                  | 84               |                          |         |                  |                  |  |                 |             |             |         |              |                 |       |  |
|  | Chad                     | 46               |                          |         |                  |                  |  |                 |             |             |         |              |                 |       |  |
|  | Chad                     | 46               |                          | Nigeria | 94               |                  |  |                 |             |             |         |              |                 |       |  |
|  |                          |                  |                          | Nigeria | 94               |                  |  |                 |             |             |         |              |                 |       |  |
|  |                          |                  | República Centroafricana | 86      |                  |                  |  |                 |             |             |         |              |                 |       |  |
|  | República Centroafricana | 71               | República Centroafricana | 86      |                  |                  |  |                 |             |             |         |              |                 |       |  |
|  | República Centroafricana | 71               |                          |         |                  |                  |  |                 |             |             |         |              |                 |       |  |
|  | Egipto                   | 66               |                          |         |                  |                  |  |                 |             |             |         |              |                 |       |  |
|  | Egipto                   | 66               |                          |         |                  |                  |  | Nigeria         | 68          |             |         |              |                 |       |  |
|  |                          |                  |                          |         |                  |                  |  | Nigeria         | 68          |             |         |              |                 |       |  |
|  |                          |                  | Angola                   | 76      |                  |                  |  |                 |             |             |         |              |                 |       |  |
|  | Camerún                  | 85               | Angola                   | 76      |                  |                  |  |                 |             |             |         |              |                 |       |  |
|  | Camerún                  | 85               |                          |         |                  |                  |  |                 |             |             |         |              |                 |       |  |
|  | Togo                     | 52               |                          |         |                  |                  |  |                 |             |             |         |              |                 |       |  |
|  | Togo                     | 52               |                          | Camerún | 83               |                  |  |                 |             |             |         |              |                 |       |  |
|  |                          |                  |                          | Camerún | 83               |                  |  |                 |             |             |         |              |                 |       |  |
|  |                          |                  | Angola                   | 84      |                  |                  |  |                 |             |             |         |              |                 |       |  |
|  | Angola                   | 82               | Angola                   | 84      |                  |                  |  |                 |             |             |         |              |                 |       |  |
|  | Angola                   | 82               |                          |         |                  |                  |  |                 |             |             |         |              |                 |       |  |
|  | Mozambique               | 71               |                          |         |                  |                  |  |                 |             |             |         |              |                 |       |  |
|  | Mozambique               | 71               |                          |         |                  |                  |  |                 |             |             |         | Angola       | 56              |       |  |
|  |                          |                  |                          |         |                  |                  |  |                 |             |             |         | Angola       | 56              |       |  |
|  |                          |                  | Túnez                    | 67      |                  |                  |  |                 |             |             |         |              |                 |       |  |
|  | Senegal                  | 92               | Túnez                    | 67      |                  |                  |  |                 |             |             |         |              |                 |       |  |
|  | Senegal                  | 92               |                          |         |                  |                  |  |                 |             |             |         |              |                 |       |  |
|  | Madagascar               | 75               |                          |         |                  |                  |  |                 |             |             |         |              |                 |       |  |
|  | Madagascar               | 75               |                          | Senegal | 59               |                  |  |                 |             |             |         |              |                 |       |  |
|  |                          |                  |                          | Senegal | 59               |                  |  |                 |             |             |         |              |                 |       |  |
|  |                          |                  | Costa de Marfil          | 75      |                  |                  |  |                 |             |             |         |              |                 |       |  |
|  | Costa de Marfil          | 80               | Costa de Marfil          | 75      |                  |                  |  |                 |             |             |         |              |                 |       |  |
|  | Costa de Marfil          | 80               |                          |         |                  |                  |  |                 |             |             |         |              |                 |       |  |
|  | Ruanda                   | 72               |                          |         |                  |                  |  |                 |             |             |         |              |                 |       |  |
|  | Ruanda                   | 72               |                          |         |                  |                  |  | Costa de Marfil | 57          |             |         |              |                 |       |  |
|  |                          |                  |                          |         |                  |                  |  | Costa de Marfil | 57          |             |         |              |                 |       |  |
|  |                          |                  | Túnez                    | 60      |                  |                  |  |                 |             |             |         |              |                 |       |  |
|  | Túnez                    | 94               | Túnez                    | 60      |                  |                  |  |                 |             |             |         |              |                 |       |  |
|  | Túnez                    | 94               |                          |         |                  |                  |  |                 |             |             |         |              |                 |       |  |
|  | Sudáfrica                | 50               |                          |         |                  |                  |  |                 |             |             |         |              |                 |       |  |
|  | Sudáfrica                | 50               |                          | Túnez   | 86               |                  |  |                 |             |             |         | Tercer lugar | Tercer lugar    |       |  |
|  |                          |                  |                          | Túnez   | 86               |                  |  |                 |             |             |         | Tercer lugar | Tercer lugar    |       |  |
|  |                          |                  | Marruecos                | 67      |                  |                  |  |                 |             |             |         |              |                 |       |  |
|  | Malí                     | 59               | Marruecos                | 67      |                  |                  |  |                 |             |             | Nigeria | 77           |                 |       |  |
|  | Malí                     | 59               |                          |         |                  |                  |  |                 |             |             | Nigeria | 77           |                 |       |  |
|  | Marruecos                | 80               |                          |         |                  |                  |  |                 |             |             |         |              | Costa de Marfil | 67    |  |
|  | Marruecos                | 80               |                          |         |                  |                  |  |                 |             |             |         |              | Costa de Marfil | 67    |  |
|  |                          |                  |                          |         |                  |                  |  |                 |             |             |         |              |                 |       |  |

## Posiciones finales[4]
|  | Clasificado para los Juegos Olímpicos de Londres 2012 |
|  | Clasificados para el torneo preolímpico               |

| Rank | Team                     |
| ---- | ------------------------ |
| 1    | Túnez                    |
| 2    | Angola                   |
| 3    | Nigeria                  |
| 4    | Costa de Marfil          |
| 5    | Senegal                  |
| 6    | República Centroafricana |
| 7    | Camerún                  |
| 8    | Marruecos                |
| 9    | Malí                     |
| 10   | Mozambique               |
| 11   | Egipto                   |
| 12   | Ruanda                   |
| 13   | Madagascar               |
| 14   | Sudáfrica                |
| 15   | Chad                     |
| 16   | Togo                     |

## Galardones
- MVP :

 Salah Mejri (ANG)
- Quinteto ideal :

 Marouan Kechrid (TUN)
 Carlos Morais (ANG)
 Ime Udoka (NGA)
 Makrem Ben Romdhane (TUN)
 Salah Mejri (TUNY)